# رجوع لايتنينغ: فاينل فانتسي 13
رجوع لايتنينغ: فاينل فانتسي 13(بالإنجليزية: Lightning Returns: Final Fantasy XIII) (باليابانية: ファイナルファンタジ)، هي لعبة فيديو لأنظمة البلاي ستيشن 3 والإكس بوكس 360. هي من نوع لعبة تقمص الأدوار.

## روابط خارجية
- رجوع لايتنينغ: فاينل فانتسي 13 على موقع IMDb (الإنجليزية)